# Irlbach
Irlbach är en kommun och ort i Landkreis Straubing-Bogen i Regierungsbezirk Niederbayern i förbundslandet Bayern i Tyskland.
Kommunen ingår i kommunalförbundet Straßkirchen tillsammans med kommunen Straßkirchen.